# Грушева балка
«Грушева балка» — один з об'єктів природно-заповідного фонду Запорізької області, ботанічний заказник місцевого значення.

## Розташування
Заказник розташований в Гуляйпільському районі, Запорізької області на території Полтавської та Новомиколаївської сільських рад, на лівому березі річки Гайчур.

## Історія
Ботанічний заказник місцевого значення «Грушева балка» був оголошений рішенням Запорізької обласної ради народних депутатів шостого скликання № 31 від 28 березня 2013 року.

## Мета
Мета створення заказника — збереження ландшафтного та біологічного різноманіття, підтримання екологічного балансу, раціональне використання природних і рекреаційних ресурсів Запорізької області.

## Значення
Ботанічний заказник місцевого значення «Грушева балка» має особливе природоохоронне, естетичне і пізнавальне значення.

## Загальна характеристика
Загальна площа ботанічного заказника місцевого значення «Грушева балка» становить 52,1 га.

## Флора
На території заказника збереглися різнотравно-типчаково-ковилові та чагарниково-степові фітоценози. З рослин, що занесені до Червоної книги України, ростуть ковили волосиста та українська, барвінок трав'янистий, белевалія сарматська, цибуля оманлива, півники солелюбні, дивина лікарська та інші.